# 米兵によるフランス解放時の強姦
米兵によるフランス解放時の強姦（べいへいによるフランスかいほうじのごうかん、Viols durant la libération de la France）はフランス解放のフランスに駐留していたアメリカ軍によってフランス人女性が強姦された出来事を指す。

## 概要
連合国軍によるノルマンディー上陸作戦と8月の2回目の南部侵攻により、1944年に西側連合軍の前線および支援部隊がフランスに進駐した。
アドルフ・ヒトラー率いるナチス・ドイツは8月25日のパリの解放によって、ドイツ国防軍の大部分は1944年末までにジークフリート線まで押し戻された。戦後、軍隊の復員のための帰還には時間がかかった。アメリカ国防総省（アメリカ合衆国連邦政府）は戦後のヨーロッパ戦勝記念日から数カ月後の1946年でも、戦勝国、敗戦国問わずして、ヨーロッパ諸国にはまだ約150万人のアメリカ軍が駐留していた。
駐留する米兵たちは、強姦いわゆるレイプ以外でも、街中でフランス人女性を見れば既婚女性でさえ公然と性行為に誘い、公園、爆撃を受けて廃墟と化した建物、墓地、線路の上など、街中いたるところが性行為の場となった。
ライフ誌は、フランスの米軍兵士の間で「フランスを4,000万人の快楽主義者が住む巨大な売春宿国家」という見方が広まっていると報じた。

## フランスの報告
アメリカ合衆国の歴史家ロバート・リリーによると、1944年6月の終戦直前だけでもフランスではアメリカ兵による強姦事件が3,500件あったとされるが、レイプ被害者の多くは警察に事実を報告していないため、レイプの件数を確定するのは現在でも困難である。
ノルマンディー上陸作戦直後の1944 年の夏の終わりまでに、ノルマンディーのフランス人女性たちはアメリカ兵による強姦を報告し始め、判明した範囲でも数百件が報告された。
1945 年、ヨーロッパでの戦争が終わった後、ル・アーヴル市民は市長に書簡を送り、「路上でも家の中でもアメリカ兵に襲撃され、強盗され、街中を走る米軍用の車などに轢かれた」「これは制服を着た盗賊によって押し付けられた恐怖政治だ」などと述べ、同市のコーヒーハウスのオーナーは、「敗北を恥じさせない友人としてアメリカ合衆国を期待していた。代わりにやって来たのは、無理解、傲慢、信じられないほど悪いマナー、そして征服者の傲慢さだけだった」と証言した。
マンシュ県は208件の強姦と約30件の殺人を犯したことをアメリカ合衆国側に報告した。

## 言い伝え
「（フランスを占領した際）ドイツ人の場合は、フランス人男性がカモフラージュしなければならなかったが、アメリカ人の場合はフランス人女性を隠さなければならなかった」という地元の言い伝えが今も受け継がれている。

## フランスの対応
自由フランス軍は、アメリカ合衆国主導の連合国遠征軍最高司令部のドワイト・D・アイゼンハワー最高司令官（後の第34代アメリカ合衆国大統領）に対して、米兵よるフランス人の殺人、強姦、暴行、略奪、その他の犯罪のすべての申し立てに対して行動を起こすよう要請した。
フランスにおける米兵用の売春宿は、1944年9月に第29歩兵師団司令官チャールズ・H・ゲルハルト少将によって、アメリカ兵に対する相次ぐ強姦告発に対抗する目的で、セント・ルナン村の近くに設立されたものの、アメリカ合衆国の国民に、軍が主導で運営する売春宿の存在を知られるのを防ぐため、この店はわずか5時間後に閉鎖された。
1945年8月、ル・アーヴル市長はこの地域の米軍司令官に対し、ル・アーヴル郊外に再び米軍用の売春宿を設置するよう促したものの、アメリカ軍司令官は全て拒否し、実現することは出来なかった。

## その後
Taken by Force (book)によると、戦時中だけでもイギリス、ナチス・ドイツ（戦時占領）、フランスに駐留する米兵だけで数万を超える強姦があったことが報告されてされている。
米軍機関紙「星条旗新聞（Stars and Stripes）」は、フランス人女性を口説くためのフランス語フレーズを連載していたことも明らかになった。